# Ansambel Slovenija
Ansambel Slovenija je nekdanji narodnozabavni ansambel, ki je nastal z združitvijo večine članov Ansambla Jožeta Galiča in Ansambla Prijatelji izpod Reške planine. Deloval je 20 let, in sicer med letoma 1977 in 1997. Posebnost ansambla je bila uporaba inštrumentov, ki jih ponavadi ne gre zaslediti v klasični trio ali kvintet zasedbi.

## Zasedba
Vodja ansambla je bil Jože Galič, ki je bil v ansamblu vokalist, igral je na orglice in drugo harmoniko. Ostali ustanovni člani so bili Cita Zakonjšek (pozneje poročena Galič) na citrah in kot vokalistka, Erika Zakonjšek (pozneje poročena Fele) na violini in kot vokalistka, Marjan Knez na klavirski harmoniki in kot vokalist, Zdenko Štrucl na basovski kitari in Jelko Jurkovič na ritem kitari. V zadnji zasedbi je Zdenko Štrucl igral na kitaro, medtem ko je basovsko kitaro igral Samo Golavšek.

## Delovanje
Ansambel Slovenija je nastal z združitvijo večine članov Ansambla Jožeta Galiča in Ansambla Prijatelji izpod Reške planine (slednji so leta 1977 na 7. festivalu v Števerjanu prejeli nagrado občinstva), ki sta posamično delovala manj kot dve leti. Prvič je Ansambel Slovenija javno nastopil leta 1977. Že naslednje leto so uspešno nastopili na festivalu na Ptuju, kjer so osvojili prvo nagrado občinstva. Uspešni so bili tudi enajst let pozneje, ko so na istem festivalu osvojili Korenovo plaketo, ki jo podeljujejo za izstopajočo vokalno izvedbo.
Posebnost ansambla je bil njihov "pobeg" od klasične trio ali kvintetovske zasedbe, saj so poleg standardnih inštrumentov vključili tudi citre, orglice in violino, kar je pripomoglo k njihovi prepoznavnosti in uspehu doma in v tujini.
Leta 1996 so uspešno nastopili na najprestižnejšem festivalu Slovenska polka in valček, kjer so zmagali z najboljšo polko leta Čestitka naj odmeva. Ansambel je prenehal delovati leto dni pozneje po izdaji jubilejne zgoščenke in kasete.

## Uspehi
Ansambel Slovenija je na festivalih osvojil naslednje nagrade:
- 1978: Festival Ptuj - Prva nagrada občinstva.
- 1989: Festival Ptuj - Korenova plaketa.
- 1996: Slovenska polka in valček - Najboljša polka: Čestitka naj odmeva.

## Diskografija
Ansambel Slovenija je izdal nekaj plošč in kaset. Med njimi so:
1. Tebi, Slovenija (1979)
2. Ansambel Slovenija (1981)
3. Glasba iz Slovenije (1988)
4. 15 let (1992)
5. Slovencem v pozdrav - 20 let (1997)

## Največje uspešnice
Ansambel Slovenija je najbolj poznan po naslednjih skladbah:
- Čestitka naj odmeva
- Glasba iz Slovenije
- Gosli, citre, orglice
- Le tebe bom ljubil
- Slovenija, moj drugi dom
- Tebi, Slovenija